# Carlo Righetti

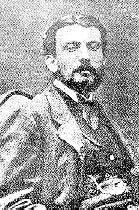
Cletto Arrighi

Carlo Righetti, nombre real del autor más conocido como Cletto Arrighi (Milán 1828 - Id. 1906) fue un periodista, un hombre político y un escritor italiano, entre los máxmos exponentes de la corriente de la scapigliatura.
Desde muy joven adoptó nuevas identidades, que constituían el anagrama de su nombre oficial. Participó en las cinco jornadas de Milán en 1848 y en la Primera Guerra de Independencia, para luego apoyar al Reino de Cerdeña como voluntario entre 1859 y 1861. En 1867 fue elegido diputado por posiciones radicales, similares a las de la izquierda mazziniana y garibaldina. Se dedicó también, y con buenas ganancias, al periodismo, a la literatura y al teatro.
En 1860 fundó el diario Cronaca grigia, que duró hasta 1872 y fue uno de los períodos que más contribuyeron a la difusión de la scapigliatura, llegando a sostener en sus páginas el debate sobre el verismo. La novela más famosa de Righetti es La Scapigliatura ed il 6 febbraio (1862), en la cual, en las formas de la novela popular, él da la definición de una clase de descontentos y rebeldes, delineando el clima social y político en el cual nace el movimiento scapigliato (que justamente del título de la novela terminó por encontrar su denominación).
Escribió seguidamente numerosas novelas históricas, de aventuras, de intriga y misterio. En los años ochenta recibió el influjo de Émile Zola (Nanà a Milano, 1880) y dio con la novela social (La canaglia felice, 1885), creando y organizando también la obra colectiva Il ventre di Milano. Fisiologia della capitale morale (1888), el título es un eco de la zoliana Vientre de París; pero la fórmula había tenido mucho éxito: también Matilde Serao ya había escrito Ventre di Napoli, colaborando en ella con fragmentos de análisis social.
Fue también autor de obritas teatrales cómicas, casi siempre en dialecto milanés. Escribió unas 39 comedias en dialecto, de las cuales algunas aún hoy están en repertorio en las compañías dialectales (la de Dario Fo, por ejemplo), y fue por otra parte director gerente de la compañía del teatro estable. Su pasión por el milanés le llevaron a confeccionar un pequeño pero sustancioso Diccionario milanés-italiano publicado en 1896 entre los Manuales Hoepli. Tuvo una vida desordenada ("scapigliata" significa justo esto) aún más precaria por su pasión por el juego de azar, que le hicieron perder enormes sumas de dinero. Murió en la miseria, abandonado por todos, en 1906.
- Datos: Q3680569
- Multimedia: Cletto Arrighi / Q3680569